# Success, Western Australia
Success är en del av en befolkad plats i Australien. Den ligger i kommunen City of Cockburn och delstaten Western Australia, omkring 21 kilometer söder om delstatshuvudstaden Perth. Antalet invånare är 4 854.
Runt Success är det tätbefolkat, med 383 invånare per kvadratkilometer.. Närmaste större samhälle är Rockingham, omkring 19 kilometer sydväst om Success. 
Runt Success är det i huvudsak tätbebyggt. Genomsnittlig årsnederbörd är 1 018 millimeter. Den regnigaste månaden är maj, med i genomsnitt 176 mm nederbörd, och den torraste är februari, med 9 mm nederbörd.